# 2군 (호찌민시)
2군(베트남어: Quận 2)은 베트남 호찌민시에 있는 구이다. 2010년을 기준으로, 2군은 인구 140,621명, 전체 면적 50 km2를 가지고 있다.

## 개요
과거 2군은 사이공강으로 인해 중심지와 격리되어 있어서 호찌민시 지역 중 가장 가난한 지역이었다. 그러나 현재는 시 정부가 투자하기에 가장 뜨거운 곳 중으로 하나가 되었다 2008년 투티엠 대교의 완공과 2011년 투티엠 터널의 완공은 투티엠 신도시 개발을 지원할 수 있게 되었다. 투티엠 터널은 2군과 시내 중심인 1군을 연결한다. 2군과 연결하는 투티엠 대교는 호찌민 지하철이 이곳을 지나게 되면 훨씬 연결이 쉬워지게 될 것이다.

## 행정구역
2군에는 11개의 프엉이이다.
1. 안로이동 (An Lợi Đông / 安利東)
2. 안카인 (An Khánh / 安慶)
3. 안푸 (An Phú / 安富)
4. 빈안 (Bình An / 平安)
5. 빈카인 (Bình Khánh / 平慶)
6. 빈쯩동 (Bình Trưng Đông / 平徵東)
7. 빈쯩떠이 (Bình Trưng Tây / 平徵西)
8. 깟라이 (Cát Lái / 吉來)
9. 타오지엔 (Thảo Điền / 草田)
10. 투티엠 프엉(Thủ Thiêm / 守僉)
11. 타인미로이 (Thạnh Mỹ Lợi / 盛美利)

## 교육
- 호찌민시 국제학교
- 영국 국제학교 베트남
- 호주 국제학교 베트남
- 호찌민시 유럽 국제학교
- 네덜란드 국제학교